# Нижник Ольга Миколаївна
О́льга Микола́ївна Н́ижник (дошлюбне прізвище — Скрипак; 2 грудня 1990) — українська легкоатлетка, стаєрка, бронзова медалістка чемпіонату Європи, олімпійка.
Бронзову медаль Ольга здобула на чемпіонаті Європи 2012 у бігу на 10000 метрів.
Представляла Україну на лондонській Олімпіаді й посіла 20 місце.

## Спортивна кар'єра
Ольга почала займатися бігом у віці 11 років. Незабаром після цього вона почала виступати на всеукраїнських змаганнях, а в 2007 вперше поїхала на чемпіонат Європи з кросу до 20 років, де посіла 5 місце.
У 2012 році Ольга провела один із найкращих сезонів у кар'єрі, показавши чудовий результат на чемпіонаті Європи з бігу на 10 000 метрів, а також кваліфікувавшись на Олімпіаду в Лондоні. В 2015 році легкоатлетка повторила свій рекордний час 31:51.32 на 10 000 метрах на змаганні в росії, але в подальших стадіонних стартах на цій дистанції Ольга більше не вибігала з 33-х хвилин (хоча у 2025-му році Ольга змогла подолати цю позначку на чемпіонаті України з шосейного бігу, показавши час 32:35).
Починаючи з 2017 року Ольга почала також бігати марафонські дистанції. Свій найкращий результат на цій дистанції вона показала в 2019 році в Любляні, фінішувавши за 2:27:58. Однак попри виконання олімпійського нормативу, у заявку на марафон у Токіо Федерація легкої атлетики її не включила.
Після народження доньки Ольга встигла пробігти ще два марафони в 2023 та 2024 році (обидва у Варшаві). На другому із них їй вдалося показати час 2:31:24 та здобути перемогу.

## Особисте життя
Одружена на українському легкоатлеті Миколі Нижнику. За словами Ольги, їхні стосунки із Миколою почалися в 2015 році, а в 2021 вони одружились. У квітні 2022 року у подружжя народилася донька Мирослава.